# Новоместская сотня
Новоме́стская со́тня — административно-территориальная и войсковая единица в составе малороссийского Стародубского полка, существовавшая в XVIII веке.
Центр — полковой город Стародуб.

## История и происхождение названия
Новоместская сотня располагалась в обширной и малонаселённой северо-западной части Стародубского полка. В середине XVII века, при формировании Стародубского полка, здесь были первоначально образованы две сотни, Поповогорская и Бобовицкая, однако ввиду малочисленности казацкого населения они вскоре были упразднены, и эта территория вошла в состав полковой сотни, образовав Поипутскую волость. Около 1711 г. была создана Новоместская сотня.
Правление Новоместской сотни находилось в Стародубе; происхождение названия сотни до конца не выяснено. Встречающееся во многих литературных источниках утверждение, что центром Новоместской сотни был город Новое Место, являвшийся позднее центром Новоместского уезда, — не более чем укоренившееся заблуждение, основанное только на сходстве наименований и территориальной близости Новоместской сотни и Новоместского уезда. В действительности же, до 1781 года нынешнее село Новое Место называлось Засу́ха и входило в состав Топальской сотни Стародубского полка, а потому центром Новоместской сотни быть никак не могло.
Наиболее правдоподобной представляется гипотеза о том, что правление Новоместской сотни располагалось в той части города Стародуба, которая называлась Новым городом (укр. «Нове місто»). В описании Стародуба 1781 года читаем:
Сей город разделяется на два города, по занятым в них двум земляным крепостям, стены которых от древности во многих местах поразвалились. Один город называется старым, а другой новым...
По упразднении полкового и сотенного деления (с 1782), территория Новоместской сотни составила основу Суражского уезда.
В настоящее время почти вся территория бывшей Новоместской сотни относится к Брянской области России; сёла Казацкие Болсуны и Неглюбка входят в Гомельскую область Белоруссии.

## География и население
Новоместская сотня была расположена в бассейне Ипути, Беседи и их притоков: Унечи, Туросны, Вихолки и Палужи, берега которых были покрыты лесами. Освоение и заселение этой территории продолжалось и в XVIII веке.
Около половины территории Новоместской сотни занимали владения Киево-Печерской лавры, составлявшие три волости — Лыщицкую, Поповогорскую и Бобовицкую.
По ревизии 1721 года, в них числилось монастырских крестьян 19947 человек. Точно неизвестно, когда и кем даны были лавре эти волости. Известно лишь то, что в конце XVI века лавра не владела ими. Волости упомянуты впервые в грамоте 1720 года, со ссылкой на несохранившийся документ 1680 года.
Лаврскими волостями управляли отдельные «городничие» из монахов, которые пользовались огромной властью. Они не только почти бесконтрольно судили и миловали лаврских подданных, но нередко самовластно распоряжались и посторонними людьми, если те, по их мнению, в чём-либо нарушали интересы Лавры. Обиженные «городничими» люди с трудом находили защиту даже у гетмана, который хорошо знал, что у «городничих» отсутствует подобающая чину их кротость. Но зато ревностное служение «городничих» помогало добиваться блестящих результатов в улучшении экономического положения лавры, которая быстро обогащалась. На землях лавры люди селились охотно, зная, что «городничие» всегда сумеют защитить их от общенародных повинностей. Кроме того, эти места привлекали своими просторами. «В старые года, когда мы были под монастырём, … каждый волен был занимать земли столько, сколько ему было нужно. Расчисти — и твоё». Так говорили крестьяне бывших лаврских имений в Суражском уезде.
На территории Новоместской сотни также располагались три крупные старообрядческие слободы — Клинцы, Ардонь и Святская.

### Административное деление
Сотня подразделялась на несколько казачьих куреней. По состоянию на 1748 год, в Новоместскую сотню входили следующие курени:
- градский Стародубовский (центр — г. Стародуб)
- Найтоповский (центр — село Найтоповичи)
- Дареевский (центр — с. Дареевичи)
- Старохалеевский (с. Старые Халеевичи)
- Запольский (с. Запольские Халеевичи)
- Литовский (с. Литовск)
- Горчаковский (с. Горчаки)
- Душкинский (с. Душкин)
- Смялчанский (д. Смяльч)
- Лопатенский (д. Лопатни)
- Попогорский (центр — село Попова Гора; включал сёла Козаричи, Заборье и Лотаки; деревни Бовсуны, Макаричи, Творишин, Паньковичи)

### Основные населённые пункты
- сёла: Ущерпье, Кажаны, Великое Удёбное, Борковка, Лотаки, Медведи, Уношев, Жовнец, Гордеевка, Заборье, Струговская Буда, Глинное, Козаричи, Кулаги, Смолевичи, Рожны, Белый Колодезь, Каташин, Туросна, Кневичи, Киваи, Душкин, Горчаки, Бутовск, Медведов, Дареевичи, Литовск, Старые Халеевичи, Запольские Халеевичи, Найтоповичи, Рухов, Волокитины Кустичи;
- деревни: Катичи, Журавка, Ипутские Халеевичи, Смяльч, Пирятин, Петровка, Вежнёвка, Кибирщина, Завод-Корецкий, Гута-Корецкая, Полона, Паконь, Макаричи, Творишин, Паньковичи, Новицкая, Струговка, Фёдоровка, Ивановка (Суздалевка), Беловодка, Рудня Селицкая (Селище), Добрик (Кирилловка), Суботовичи, Балдовка, Жемердеевка, Кажущая (Кожушье), Гнилуша (Ивановка), Ельня, Лопатни, Гута (Виднова), Стодола, Унечь, Тулуковщина, Займище, Синьковка (Петрова), Чертовичи, Рудня-Валовка, Рудня-Голубовка, Смотрова Буда, Кириковка, Вишенки, Песчанка (Суморовка), Заруховская Буда, Яблонка, Казёнка, Шапочка, Чернещина, Рябовка, Алёновка (Займище), Чернижов;
- слободы: Вепринская Рудня, Речица (Писаревка), Кузнец, Лесная, Теремошка, Гастёнка, Соловщина, Писарка (Жигалка), Конончуковка (Ивановка), Селище (Николаевка, Решетово), Имшицкая (Мшицкая, Кургановка), Кузнецы, Алисовка, Андреевка, Дубенец, Панебель, Великий Бор, Нежчая, Поповка, Рудня Ходинская (Воробьева Рудня), Шираевка (Лемешовка), Колыбель, Даниловка (Чаченевка), Михайловка;
- хутор Княж;
- старообрядческие слободы: Клинцы, Ардонь, Святская.

Населённые пункты, находящиеся во владении Киево-Печерской лавры, см. в описании волостей: Бобовицкой, Попогорской и Лыщицкой.

## Новоместские сотники
- Федор Скоробогатый, 1713.
- Павел Романович Дублянский, 1715—1730.
- Тимофей Прокофьевич Силевич, 1730—1735.
- Андрей Силевич, 1740—1767.
- Федор Силевич, 1782.